# Шорапанский уезд
Шорапа́нский уезд — административно-территориальная единица в составе Кутаисской губернии с 1846 по 1929 год. Административный центр — местечко Квирила, позднее — город Чиатура.

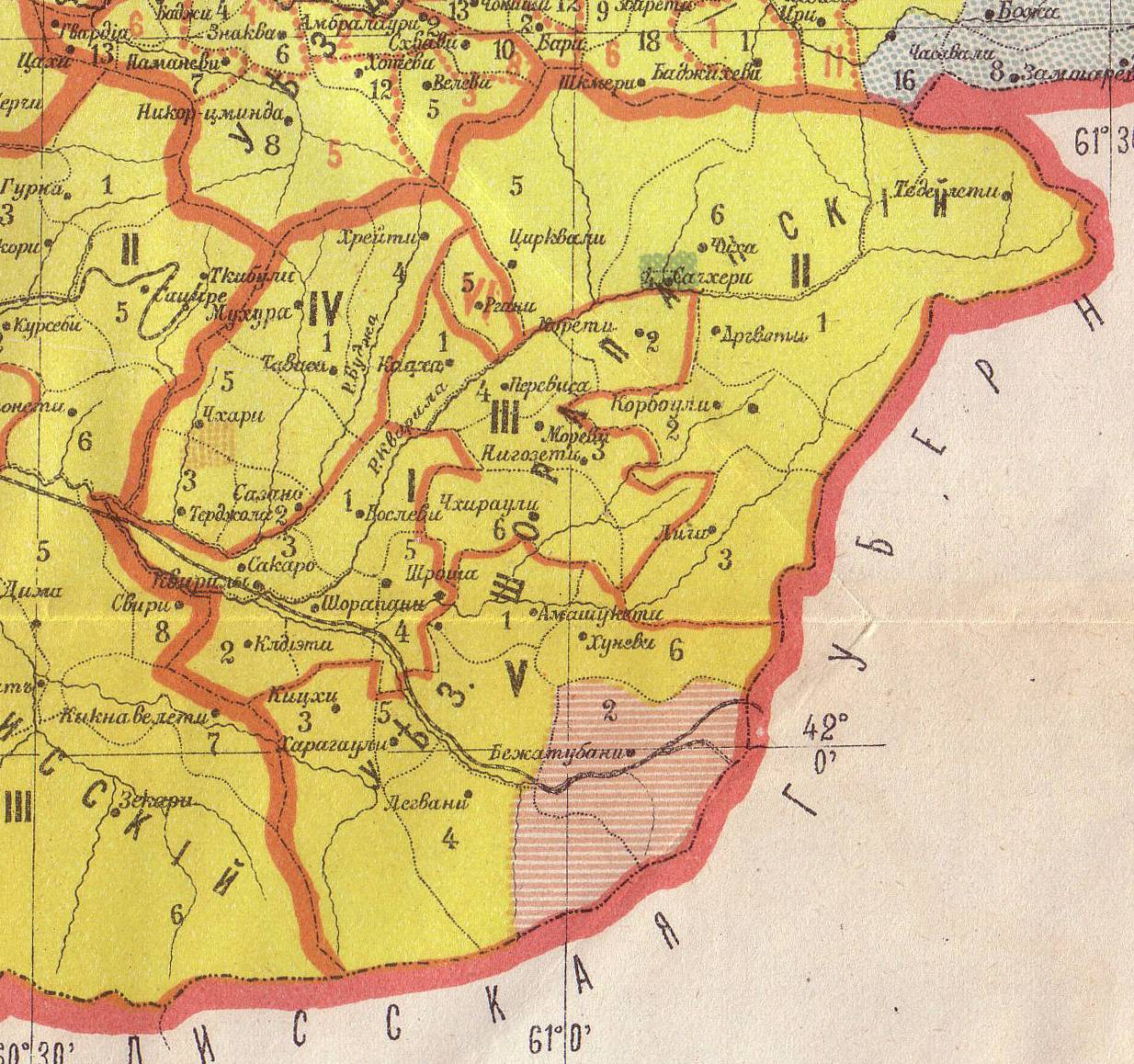
Шорапанский уезд

## История
Уезд образован в 1846 году в составе Кутаисской губернии на территории бывшей исторической области Имеретия.
В 1918 году Шорапанский уезд в составе Кутаисской губернии вошёл в состав Грузинской Демократической Республики. В 1929 году упразднён с передачей территории в Кутаисский округ.

## Население
Население 156 633 человек (1897), в том числе в местечке Квирилы — 2010 чел.

### Национальный состав
Национальный состав по переписи 1897 года:
- грузины — 106 876 чел. (68,23 %),
- имеретинцы — 44 658 чел. (28,51 %),
- мингрелы — 2 129 чел. (1,36 %),
- грузинские евреи — 678 чел. (0,43 %),
- осетины — 618 чел. (0,40 %),
- греки — 553 чел. (0,35 %),
- армяне — 470 чел. (0,30 %),
- русские — 410 чел. (0,26 %).

## Административное деление
В 1913 году в состав уезда входило 28 сельских правлений:
| - Амашукетское — с. Амашукети, - Аргветское — с. Аргвети, - Бежагубанское — с. Бежагубани, - Беслевское — с. Беслеви, - Кацхинское — с. Кацхи-Гогма, - Кицхское — с. Кицхи, - Кидиетское — с. Цхра-Цкаро, - Корбэульское — с. Корбэули, - Коретское — с. Корети, - Легванское — с. Легвани, | - Личское — с. Личи, - Меревское — с. Нигозети, - Мухурское — с. Такаса, - Перевисское — с. Перевиси, - Рганское — с. Ргани, - Сазанское — с. Сазано, - Сакарское — с. Сакаро, - Сачхерское — с. Сачхеры, - Теджольское — с. Теджола, | - Харагаульское — с. Харагаули, - Хрейтское — с. Хрейти, - Хуневское — с. Хуневи, - Цирквальское — с. Зеди-Корнеси, - Чихское — с. Чиха, - Чхарское — с. Чхари, - Чхираульское — с. Чхираули, - Шаропанское — с. Шаропани, - Шрошское — с. Шроша, |